# Boissy-la-Rivière
Pour les articles homonymes, voir Boissy.
Boissy-la-Rivière (prononcé [bwasi la ʁivjɛʁ] ) est une commune française située à cinquante-six kilomètres au sud-ouest de Paris dans le département de l'Essonne en région Île-de-France.
Ses habitants sont appelés les Buccussiens.

## Géographie

### Situation

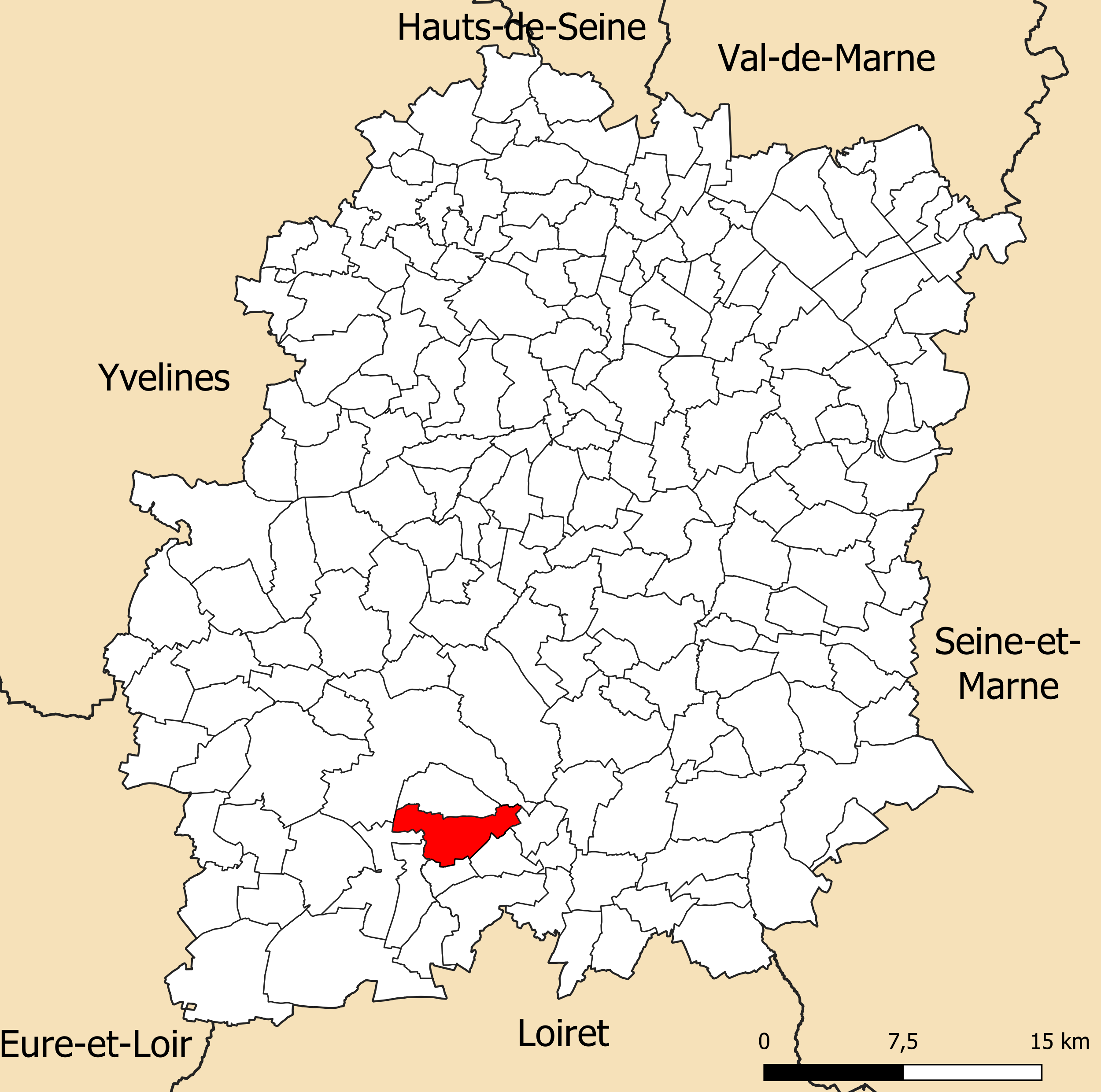
Position de Boissy-la-Rivière en Essonne.

Boissy-la-Rivière est située à cinquante-six kilomètres au sud-ouest de Paris-Notre-Dame, point zéro des routes de France, trente-six kilomètres au sud-ouest d'Évry, six kilomètres au sud d'Étampes, dix-neuf kilomètres au sud-ouest de La Ferté-Alais, vingt kilomètres au sud-est de Dourdan, vingt-trois kilomètres au sud-ouest de Milly-la-Forêt, vingt-cinq kilomètres au sud-ouest d'Arpajon, trente-et-un kilomètres au sud-ouest de Montlhéry, trente-cinq kilomètres au sud-ouest de Corbeil-Essonnes, trente-huit kilomètres au sud-ouest de Palaiseau.

### Relief et géologie
Le point le plus bas de la commune est situé à soixante-dix mètres d'altitude et le point culminant à cent-quarante-sept mètres.

### Occupation des sols
| Type d’occupation           | Pourcentage | Superficie (en hectares) |
| --------------------------- | ----------- | ------------------------ |
| Espace urbain construit     | 3,2 %       | 40,44                    |
| Espace urbain non construit | 3,6 %       | 45,77                    |
| Espace rural                | 93,1 %      | 1 168,41                 |
| Source : Iaurif 2008        |             |                          |

### Hydrographie

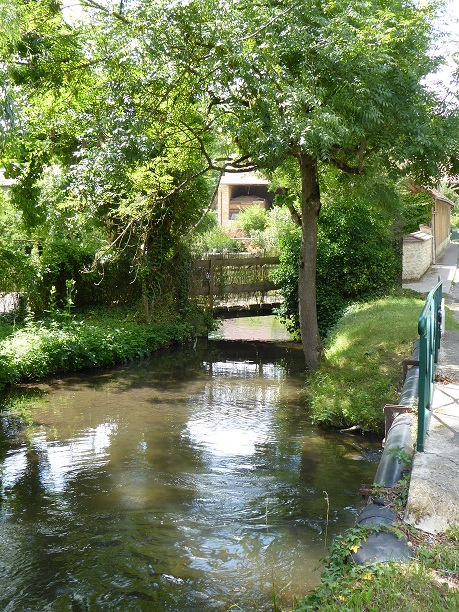
L'Éclimont à Boissy-la-Rivière.

La commune est traversée par la rivière la Juine. Elle est également arrosée par l'Éclimont, un de ses affluents de 7,7 km. Les deux rivières se rejoignent au nord-ouest du village.

### Climat
Pour des articles plus généraux, voir Climat de l'Île-de-France et Climat de l'Essonne.
En 2010, le climat de la commune est de type climat océanique dégradé des plaines du Centre et du Nord, selon une étude du CNRS s'appuyant sur une série de données couvrant la période 1971-2000. En 2020, Météo-France publie une typologie des climats de la France métropolitaine dans laquelle la commune est exposée à un climat océanique altéré et est dans la région climatique Sud-ouest du bassin Parisien, caractérisée par une faible pluviométrie, notamment au printemps (120 à 150 mm) et un hiver froid (3,5 °C). 
Pour la période 1971-2000, la température annuelle moyenne est de 10,7 °C, avec une amplitude thermique annuelle de 15,4 °C. Le cumul annuel moyen de précipitations est de 644 mm, avec 10,8 jours de précipitations en janvier et 7,5 jours en juillet. Pour la période 1991-2020, la température moyenne annuelle observée sur la station météorologique la plus proche, située sur la commune de Boigneville à 17 km à vol d'oiseau, est de 11,5 °C et le cumul annuel moyen de précipitations est de 615,6 mm,. Pour l'avenir, les paramètres climatiques de la commune estimés pour 2050 selon différents scénarios d'émission de gaz à effet de serre sont consultables sur un site dédié publié par Météo-France en novembre 2022.

### Voies de communication et transports

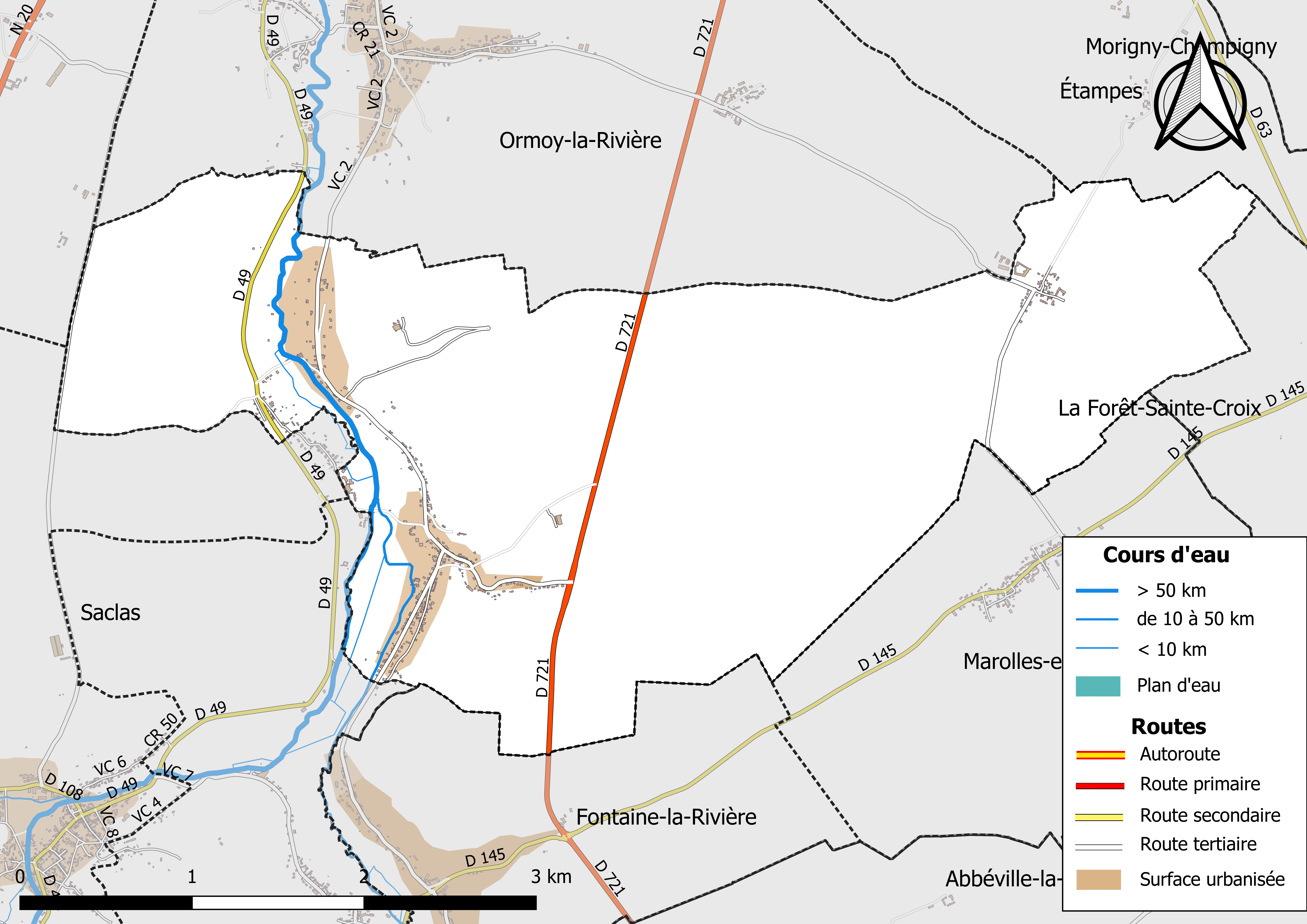
Carte des réseaux hydrographiques et routiers de la commune Boissy-la-Rivière.

La commune est desservie par les lignes 318 du réseau de bus Essonne Sud Ouest et 4342 du réseau de bus Essonne Sud Est.
La gare ferroviaire, ouverte le 19 février 1905 sur la ligne d'Étampes à Beaune-la-Rolande n'est plus desservie depuis le 4 novembre 1969

### Lieux-dits, écarts et quartiers
- Bierville
- Mesnil-Girault

### Cartes géographiques de la commune

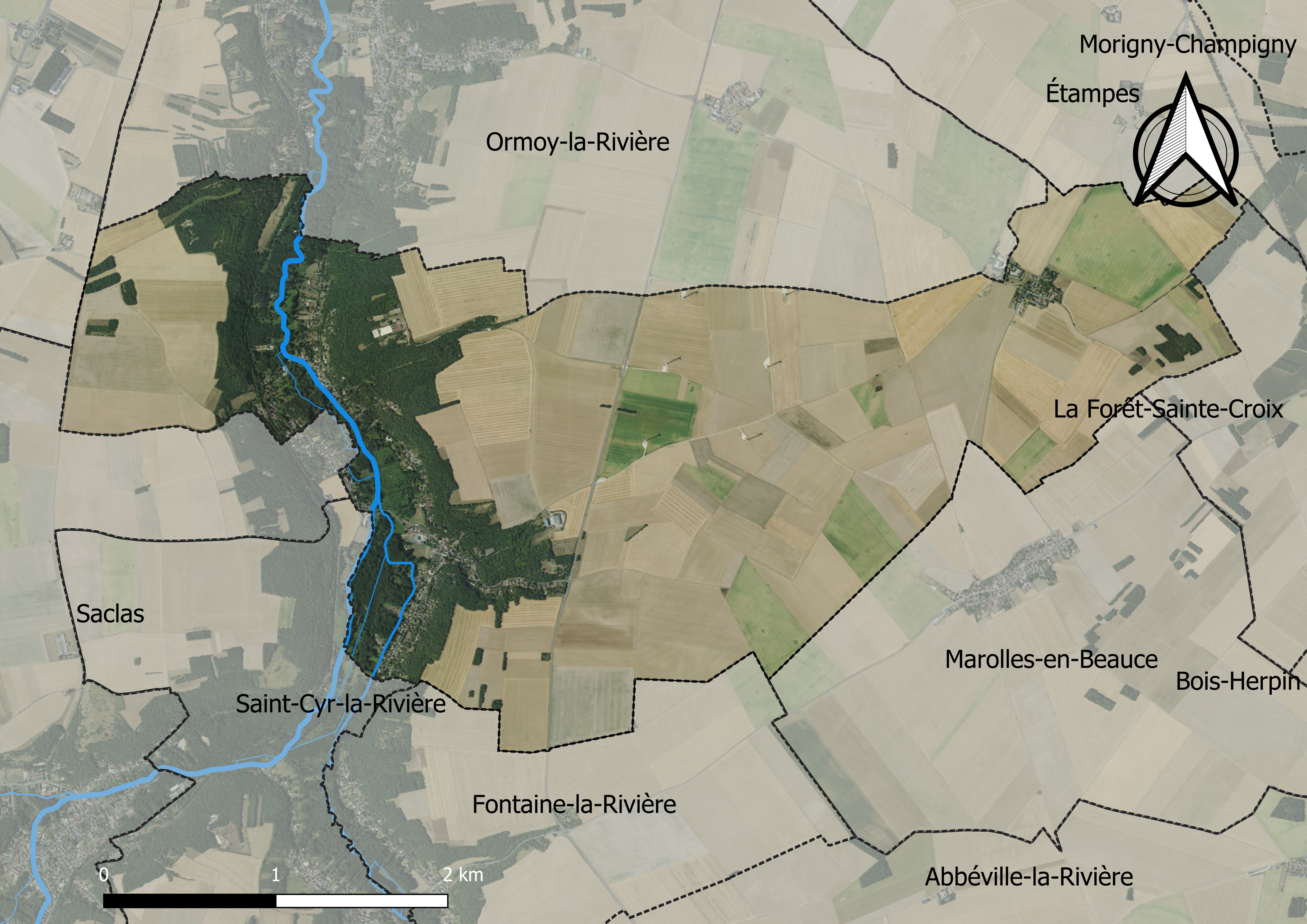
Carte orthophotographique.
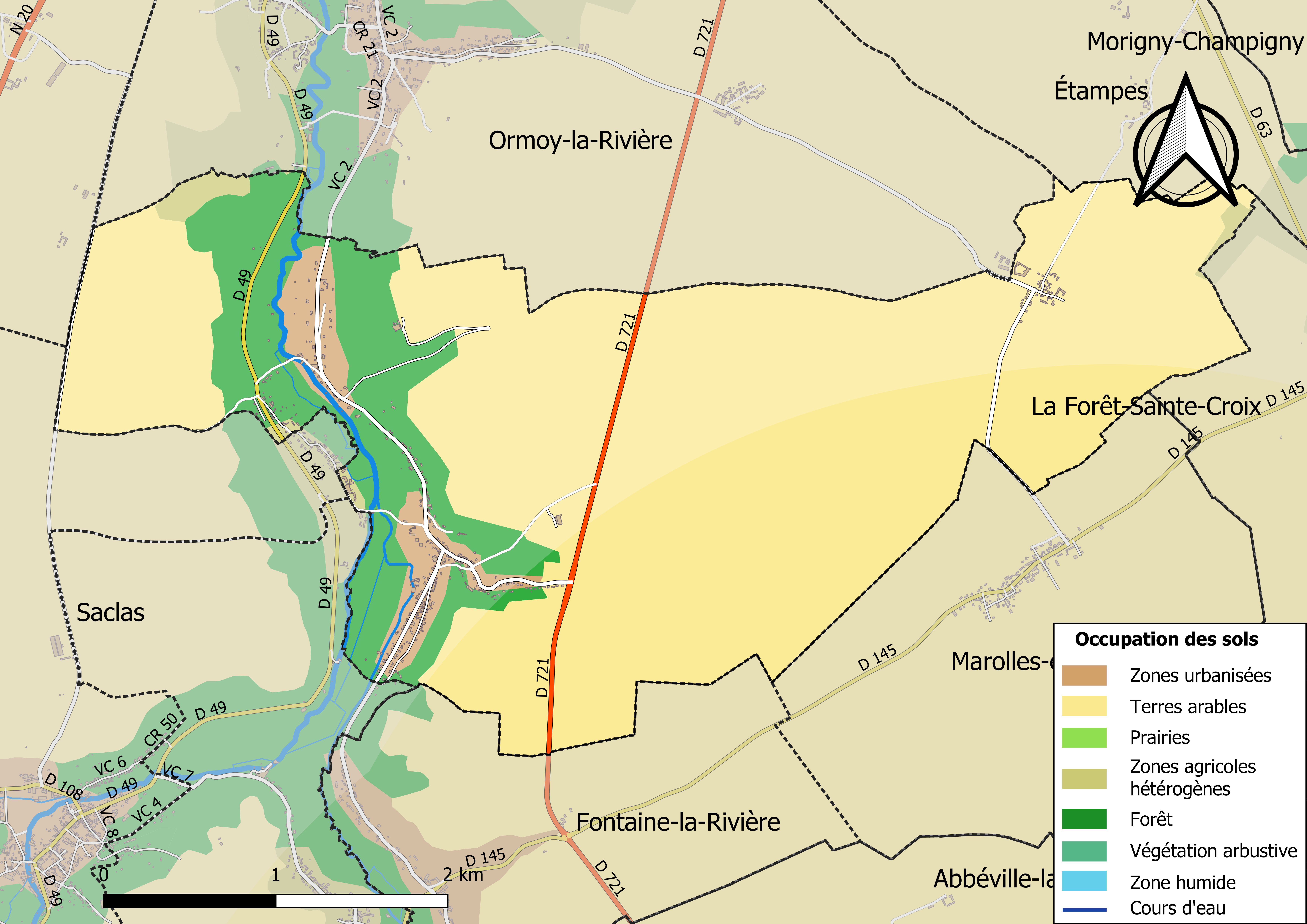
Carte des infrastructures et de l’occupation des sols en 2018.
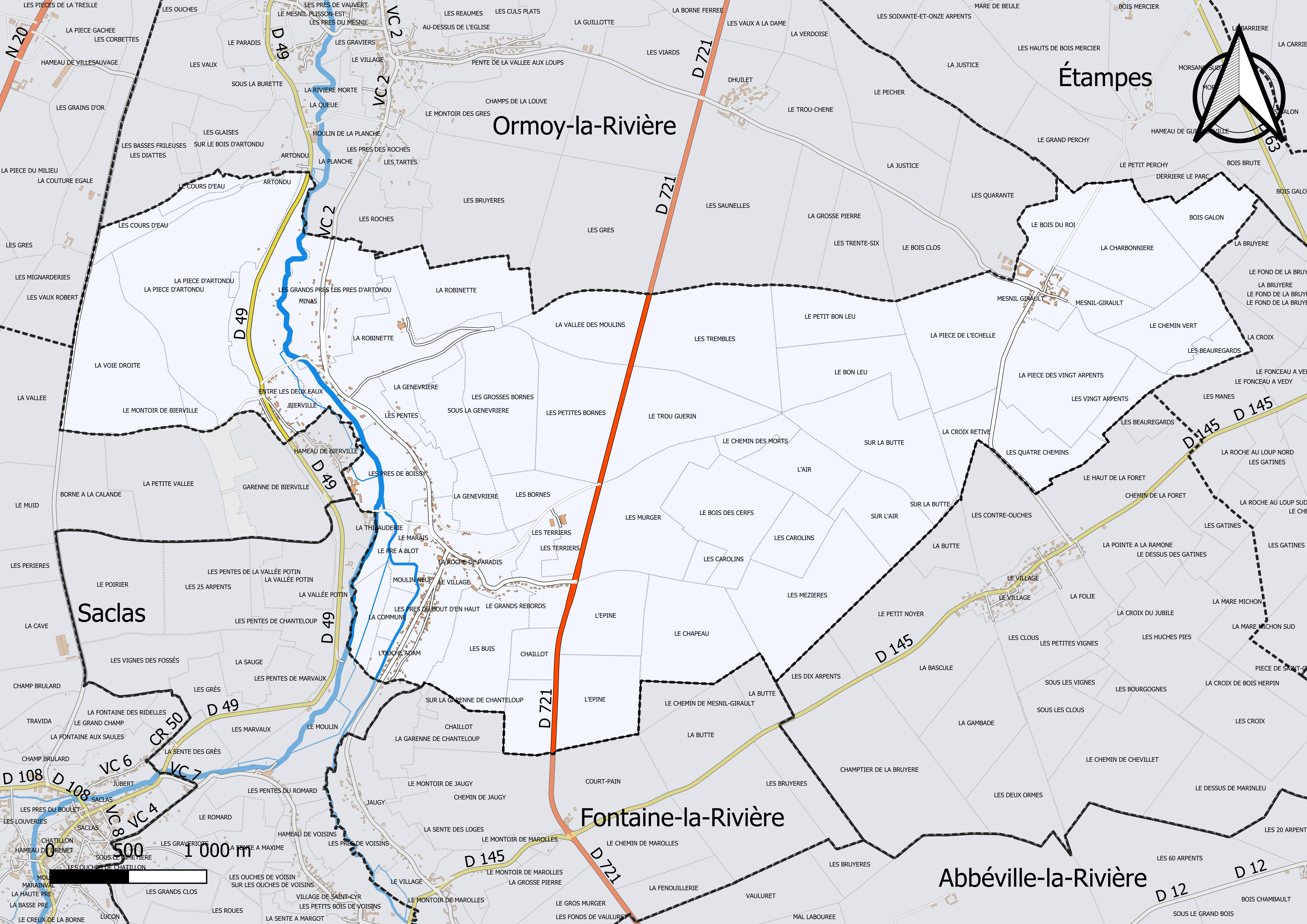
Carte du cadastre de la commune.

## Urbanisme

### Typologie
Au 1er janvier 2024, Boissy-la-Rivière est catégorisée commune rurale à habitat dispersé, selon la nouvelle grille communale de densité à sept niveaux définie par l'Insee en 2022.
Elle est située hors unité urbaine. Par ailleurs la commune fait partie de l'aire d'attraction de Paris, dont elle est une commune de la couronne,. Cette aire regroupe 1 929 communes,.

## Toponymie
Bussiacum
, Boissiacum vers 1350.
Le nom de la commune provient de l'ancienne appellation du lieu *BUXIACU, mal latinisé en Boissiacum vers 1350, c'est-à-dire « lieu planté de buis, boissière ».
Le bulletin des lois de 1801 a introduit une variante : Boissy-Larivière.

## Histoire
La commune a été créée en 1793 avec son nom actuel.

## Population et société

### Démographie

#### Évolution démographique
L'évolution du nombre d'habitants est connue à travers les recensements de la population effectués dans la commune depuis 1793. Pour les communes de moins de 10 000 habitants, une enquête de recensement portant sur toute la population est réalisée tous les cinq ans, les populations de référence des années intermédiaires étant quant à elles estimées par interpolation ou extrapolation. Pour la commune, le premier recensement exhaustif entrant dans le cadre du nouveau dispositif a été réalisé en 2007.

En 2022, la commune comptait 533 habitants, en évolution de −2,74 % par rapport à 2016 (Essonne : +2,89 %, France hors Mayotte : +2,11 %).
| 1793 | 1800 | 1806 | 1821 | 1831 | 1836 | 1841 | 1846 | 1851 |
| ---- | ---- | ---- | ---- | ---- | ---- | ---- | ---- | ---- |
| 258  | 256  | 280  | 275  | 312  | 332  | 337  | 357  | 313  |

| 1856 | 1861 | 1866 | 1872 | 1876 | 1881 | 1886 | 1891 | 1896 |
| ---- | ---- | ---- | ---- | ---- | ---- | ---- | ---- | ---- |
| 312  | 295  | 324  | 268  | 245  | 241  | 216  | 235  | 270  |

| 1901 | 1906 | 1911 | 1921 | 1926 | 1931 | 1936 | 1946 | 1954 |
| ---- | ---- | ---- | ---- | ---- | ---- | ---- | ---- | ---- |
| 221  | 227  | 210  | 191  | 208  | 221  | 191  | 292  | 209  |

| 1962 | 1968 | 1975 | 1982 | 1990 | 1999 | 2006 | 2007 | 2012 |
| ---- | ---- | ---- | ---- | ---- | ---- | ---- | ---- | ---- |
| 217  | 238  | 297  | 353  | 412  | 455  | 500  | 507  | 568  |

| 2017 | 2022 | - | - | - | - | - | - | - |
| ---- | ---- | - | - | - | - | - | - | - |
| 526  | 533  | - | - | - | - | - | - | - |

#### Pyramide des âges
En 2018, le taux de personnes d'un âge inférieur à 30 ans s'élève à 29,0 %, soit en dessous de la moyenne départementale (39,9 %). À l'inverse, le taux de personnes d'âge supérieur à 60 ans est de 26,1 % la même année, alors qu'il est de 20,1 % au niveau départemental.
En 2018, la commune comptait 255 hommes pour 262 femmes, soit un taux de 50,68 % de femmes, légèrement inférieur au taux départemental (51,02 %).
Les pyramides des âges de la commune et du département s'établissent comme suit.
| Hommes | Classe d’âge | Femmes |
| ------ | ------------ | ------ |
| 0,8    | 90 ou +      | 1,6    |
| 5,2    | 75-89 ans    | 5,5    |
| 19,0   | 60-74 ans    | 20,1   |
| 25,1   | 45-59 ans    | 24,7   |
| 18,5   | 30-44 ans    | 21,5   |
| 12,0   | 15-29 ans    | 11,8   |
| 19,4   | 0-14 ans     | 14,9   |

| Hommes | Classe d’âge | Femmes |
| ------ | ------------ | ------ |
| 0,5    | 90 ou +      | 1,4    |
| 5,4    | 75-89 ans    | 7,2    |
| 12,9   | 60-74 ans    | 13,9   |
| 20     | 45-59 ans    | 19,4   |
| 19,9   | 30-44 ans    | 20,1   |
| 20     | 15-29 ans    | 18,2   |
| 21,3   | 0-14 ans     | 19,8   |

## Politique et administration

### Politique locale
La commune de Boissy-la-Rivière est rattachée au canton d'Étampes, représenté par les conseillers départementaux Marie-Claire Chambaret (DVD) et Guy Crosnier (UMP), à l'arrondissement d’Étampes et à la deuxième circonscription de l'Essonne, représentée par le député Franck Marlin (UMP).
L'Insee attribue à la commune le code 91 1 17 079. La commune de Boissy-la-Rivière est enregistrée au répertoire des entreprises sous le code SIREN 219 100 799. Son activité est enregistrée sous le code APE 8411Z.

### Tendances et résultats politiques
Élections présidentielles, résultats des deuxièmes tours :
- Élection présidentielle de 2002 : 78,25 % pour Jacques Chirac (RPR), 21,75 % pour Jean-Marie Le Pen (FN), 77,54 % de participation[39].
- Élection présidentielle de 2007 : 61,98 % pour Nicolas Sarkozy (UMP), 38,02 % pour Ségolène Royal (PS), 83,37 % de participation[40].
- Élection présidentielle de 2012 : 62,50 % pour Nicolas Sarkozy (UMP), 37,50 % pour François Hollande (PS), 82,86 % de participation[41].

Élections législatives, résultats des deuxièmes tours :
- Élections législatives de 2002 : 72,69 % pour Franck Marlin (UMP), 27,31 % pour Gérard Lefranc (PCF), 57,55 % de participation[42].
- Élections législatives de 2007 : 58,33 % pour Franck Marlin (UMP) élu au premier tour, 17,42 % pour Marie-Agnès Labarre (PS), 61,68 % de participation[43].
- Élections législatives de 2012 : 68,56 % pour Franck Marlin (UMP), 31,44 % pour Béatrice Pèrié (PS), 56,67 % de participation[44].

Élections européennes, résultats des deux meilleurs scores :
- Élections européennes de 2004 : 18,07 % pour Patrick Gaubert (UMP), 15,06 % pour Harlem Désir (PS), 42,96 % de participation[45].
- Élections européennes de 2009 : 36,23 % pour Michel Barnier (UMP), 13,53 % pour Daniel Cohn-Bendit (Les Verts), 47,38 % de participation[46].

Élections régionales, résultats des deux meilleurs scores :
- Élections régionales de 2004 : 49,19 % pour Jean-François Copé (UMP), 37,10 % pour Jean-Paul Huchon (PS), 64,44 % de participation[47].
- Élections régionales de 2010 : 55,24 % pour Valérie Pécresse (UMP), 44,76 % pour Jean-Paul Huchon (PS), 49,00 % de participation[48].

Élections cantonales ou départementales, résultats des deuxièmes tours :
- Élections cantonales de 2004 : 63,67 % pour Franck Marlin (UMP), 36,33 % pour Patrice Chauveau (PCF), 63,70 % de participation[49].
- Élections cantonales de 2011 : 67,68 % pour Guy Crosnier (UMP), 32,32 % pour Jacques Met (FN), 43,58 % de participation[50].
- Élections départementales de 2015 : 63,22 % pour Guy Crosnier et Marie-Claire Chambaret (Union de la droite), 31,78 % pour Maryvonne Roulet et Valentin Millard (FN) -Au premier tour, Grégory Courtas et Marie-Thérèse Wachet (Union de la gauche) avaient obtenu 17,28 % et les candidats du Front de gauche 5,35 % Philippe Fourcault et Camille Olivier[51]

Élections municipales, résultats des deuxièmes tours :
- Élections municipales de 2001 : données manquantes.
- Élections municipales de 2008 : 205 voix pour Patrick Lorin (?), 200 voix pour Jean-Claude Couturier (?), 57,21 % de participation[52].

Référendums :
- Référendum de 2000 relatif au quinquennat présidentiel : 68,93 % pour le Oui, 31,07 % pour le Non, 29,38 % de participation[53].
- Référendum de 2005 relatif au traité établissant une Constitution pour l'Europe : 50,36 % pour le Oui, 49,64 % pour le Non, 66,83 % de participation[54].

### Enseignement

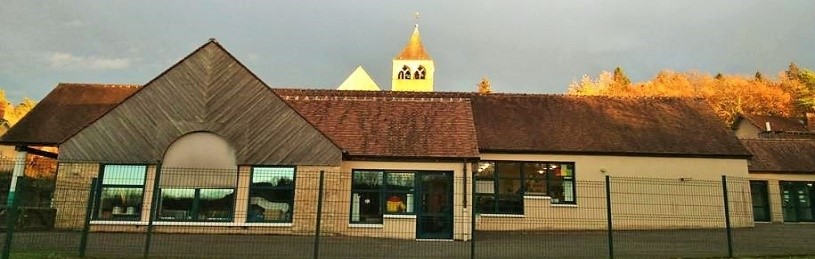
L'école.

Les établissements scolaires de Boissy-la-Rivière dépendent de l'académie de Versailles. Elle dispose sur son territoire d'une école primaire publique.

### Jumelages
Boissy-la-Rivière n'a développé aucune association de jumelage.

## Vie quotidienne à Boissy-la-Rivière

### Sports
Pour les randonneurs, la commune est traversée par le GR de Pays Les Vallées de l'Essonne (Boucle 4 - Aux confins de la Beauce).

### Lieux de culte

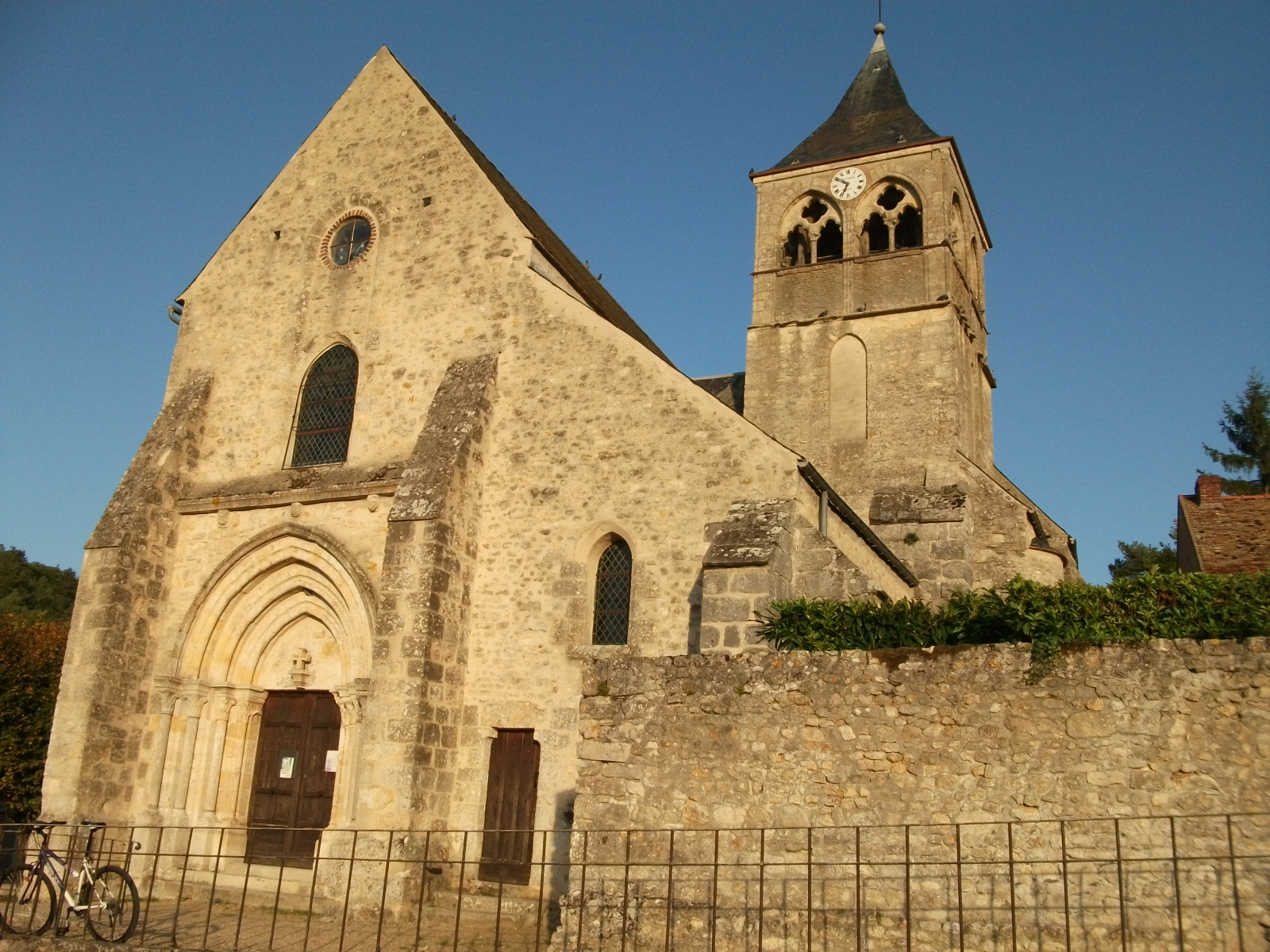
L'église Saint-Hilaire.

La paroisse catholique de Boissy-la-Rivière dépend du secteur pastoral de Saint-Michel-de-Beauce-Étampes et du diocèse d'Évry-Corbeil-Essonnes. Elle dispose de l'église Saint-Hilaire.

### Médias
L'hebdomadaire Le Républicain relate les informations locales. La commune est en outre dans le bassin d'émission des chaînes de télévision France 3 Paris Île-de-France Centre, IDF1 et Téléssonne intégré à Télif.

## Économie

### Emplois, revenus et niveau de vie
En 2010, le revenu fiscal médian par ménage était de 48 011 €, ce qui plaçait Boissy-la-Rivière au 448e rang parmi les 31 525 communes de plus de 39 ménages en métropole.
| Répartition des emplois par catégories socioprofessionnelles en 2006. |              |                                           |                                                   |                            |                          |                           |
|                                                                       | Agriculteurs | Artisans, commerçants, chefs d’entreprise | Cadres et professions intellectuelles supérieures | Professions intermédiaires | Employés                 | Ouvriers                  |
| Boissy-la-Rivière                                                     | -            | -                                         | -                                                 | -                          | -                        | -                         |
| Zone d’emploi d’Étampes                                               | 1,8 %        | 6,2 %                                     | 15,1 %                                            | 24,9 %                     | 27,2 %                   | 24,8 %                    |
| Moyenne nationale                                                     | 2,2 %        | 6,0 %                                     | 15,4 %                                            | 24,6 %                     | 28,7 %                   | 23,2 %                    |
| Répartition des emplois par secteurs d’activités en 2006.             |              |                                           |                                                   |                            |                          |                           |
|                                                                       | Agriculture  | Industrie                                 | Construction                                      | Commerce                   | Services aux entreprises | Services aux particuliers |
| Boissy-la-Rivière                                                     | -            | -                                         | -                                                 | -                          | -                        | -                         |
| Zone d’emploi d’Étampes                                               | 2,9 %        | 16,1 %                                    | 6,7 %                                             | 14,8 %                     | 9,2 %                    | 5,8 %                     |
| Moyenne nationale                                                     | 3,5 %        | 15,2 %                                    | 6,4 %                                             | 13,3 %                     | 13,3 %                   | 7,6 %                     |
| Sources : Insee,                                                      |              |                                           |                                                   |                            |                          |                           |

## Culture locale et patrimoine

### Patrimoine environnemental

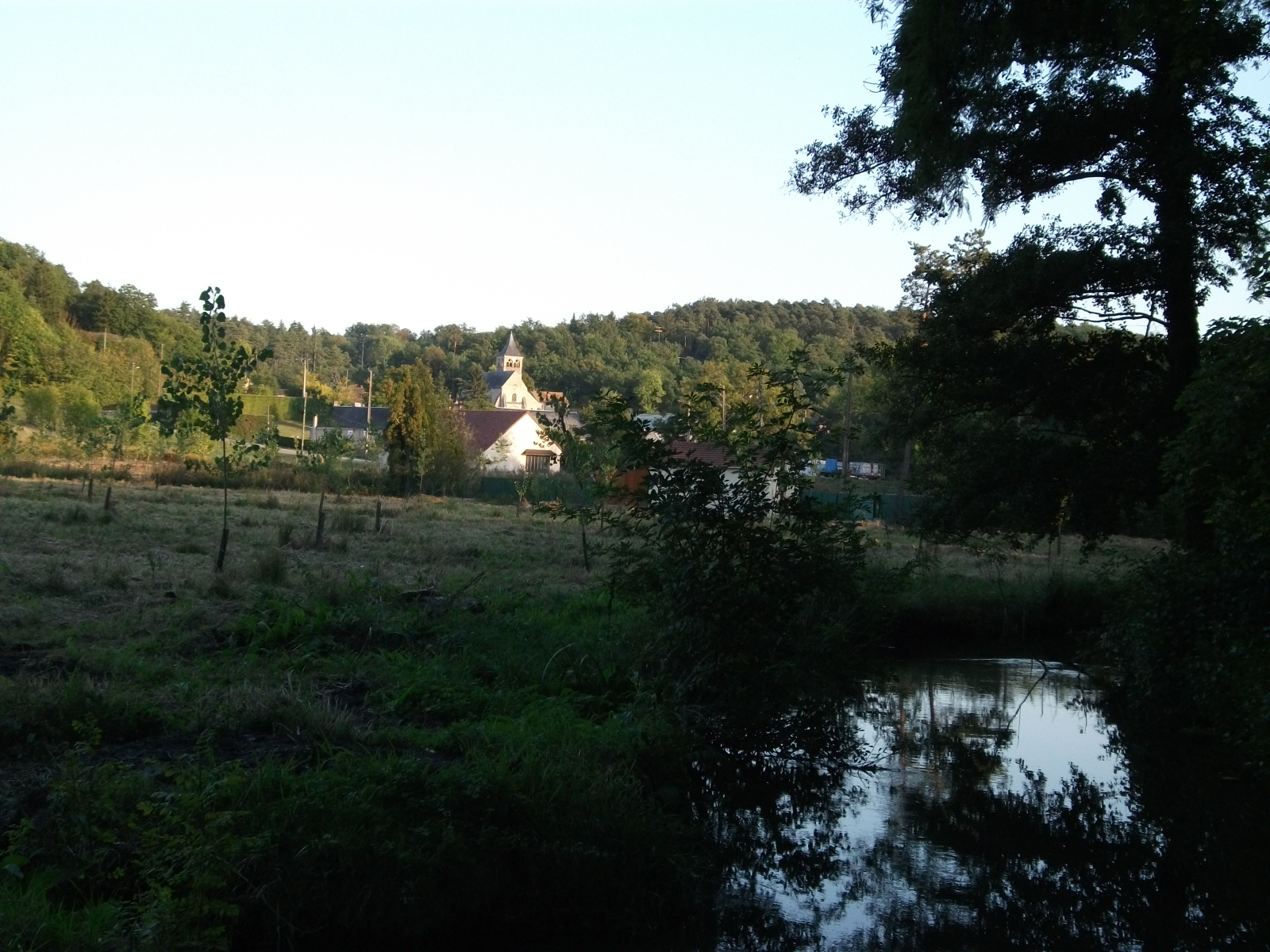
La Juine à Boissy-la-Rivière.

Les berges de la Juine et les bois l'entourant ont été recensés au titre des espaces naturels sensibles par le conseil général de l'Essonne.

### Patrimoine architectural
L'église Saint-Hilaire a été inscrite aux monuments historiques le 6 mars 1926.
Dans la forêt a été tracé un chemin de croix, dont le départ se situe à proximité de l'ancienne gare de Bierville, aujourd'hui désaffectée, et qui conduit à un calvaire monumental au lieu-dit le Camp de la Paix.
Le domaine de Bierville a été légué par Marc Sangnier à la CFTC. Actuellement propriété de la CFDT, il est utilisé comme centre de formation syndicale et de séminaires.

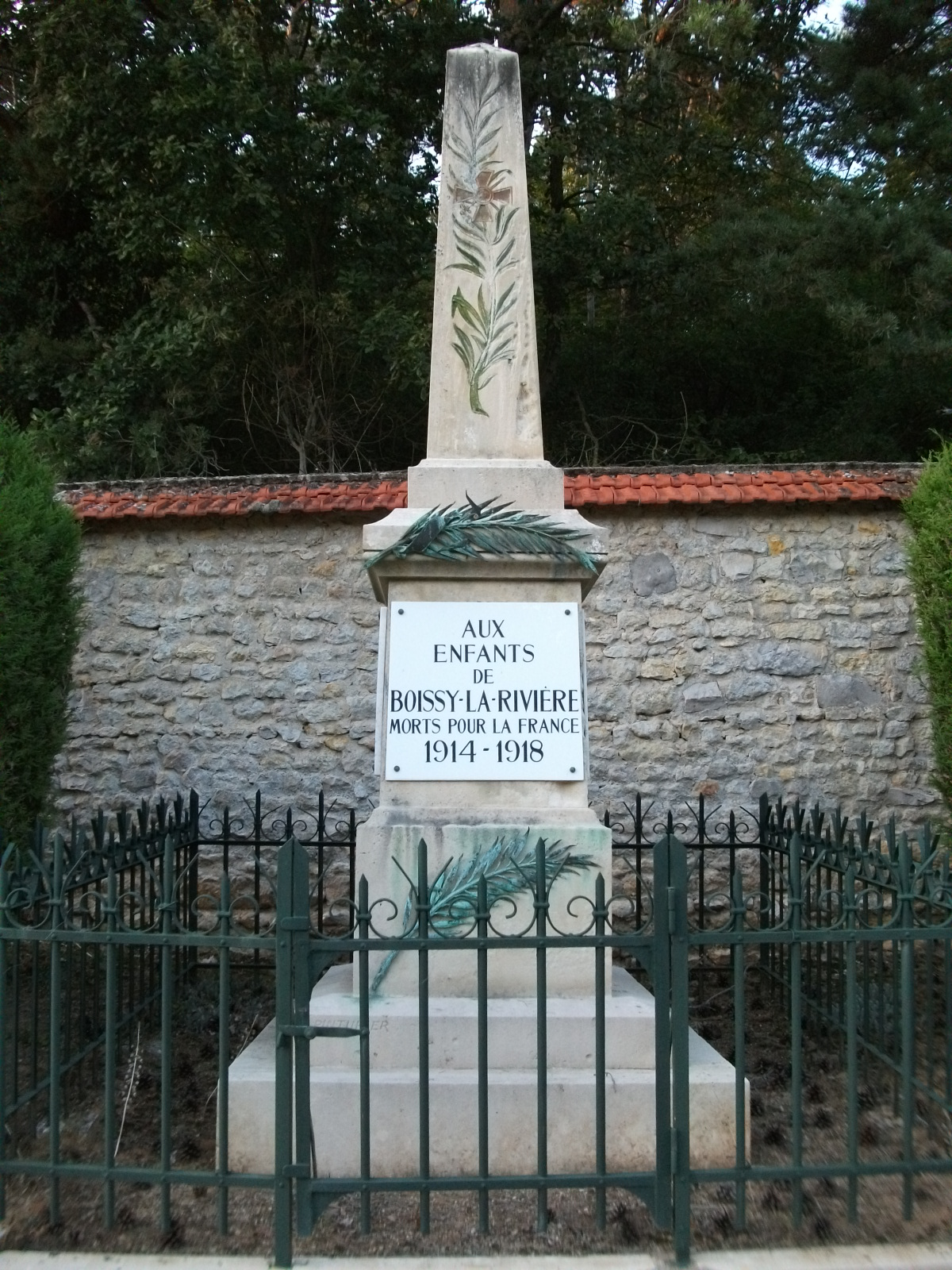
Le monument aux morts.
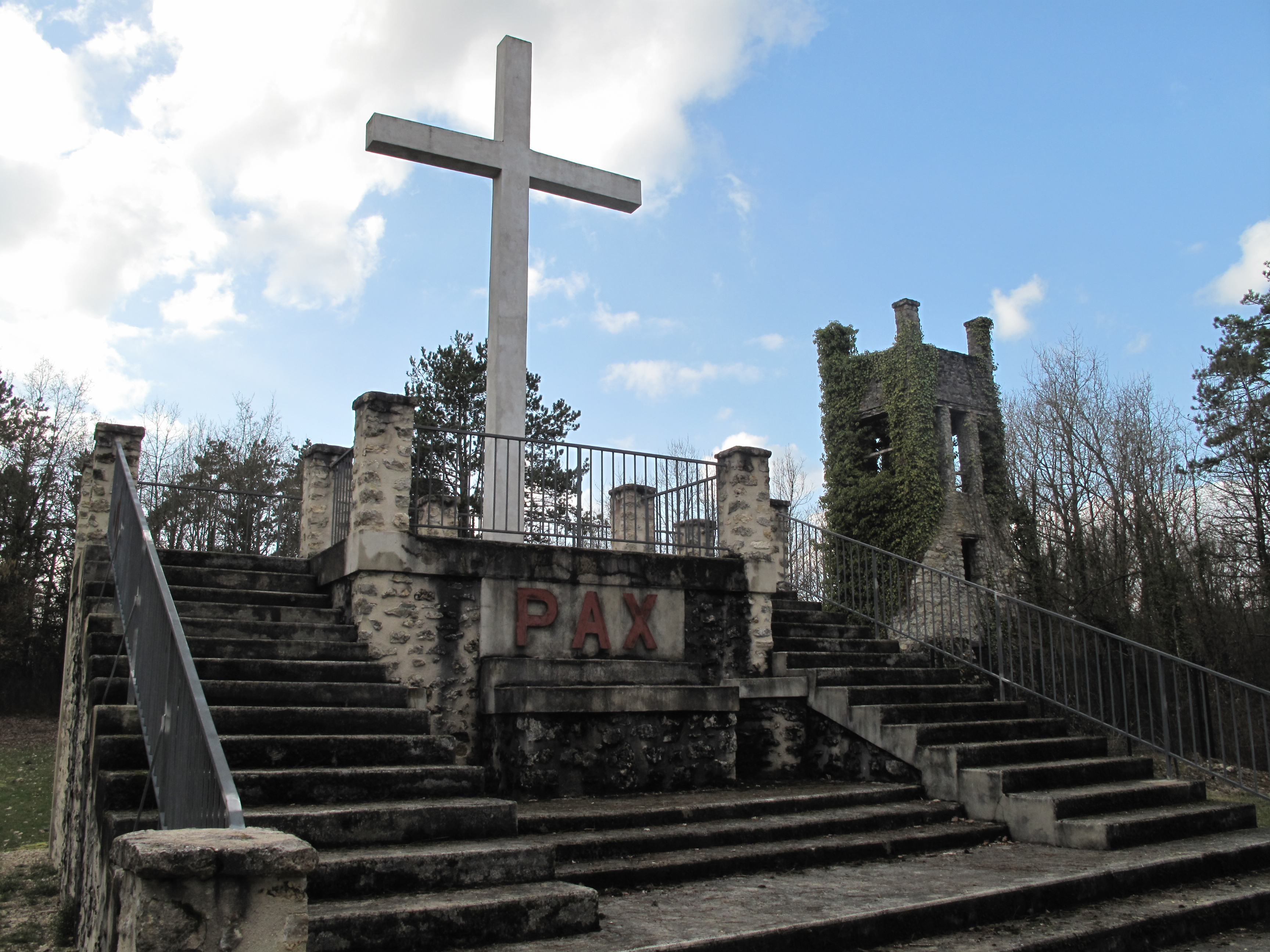
Le calvaire et la tour du parc de la Paix.
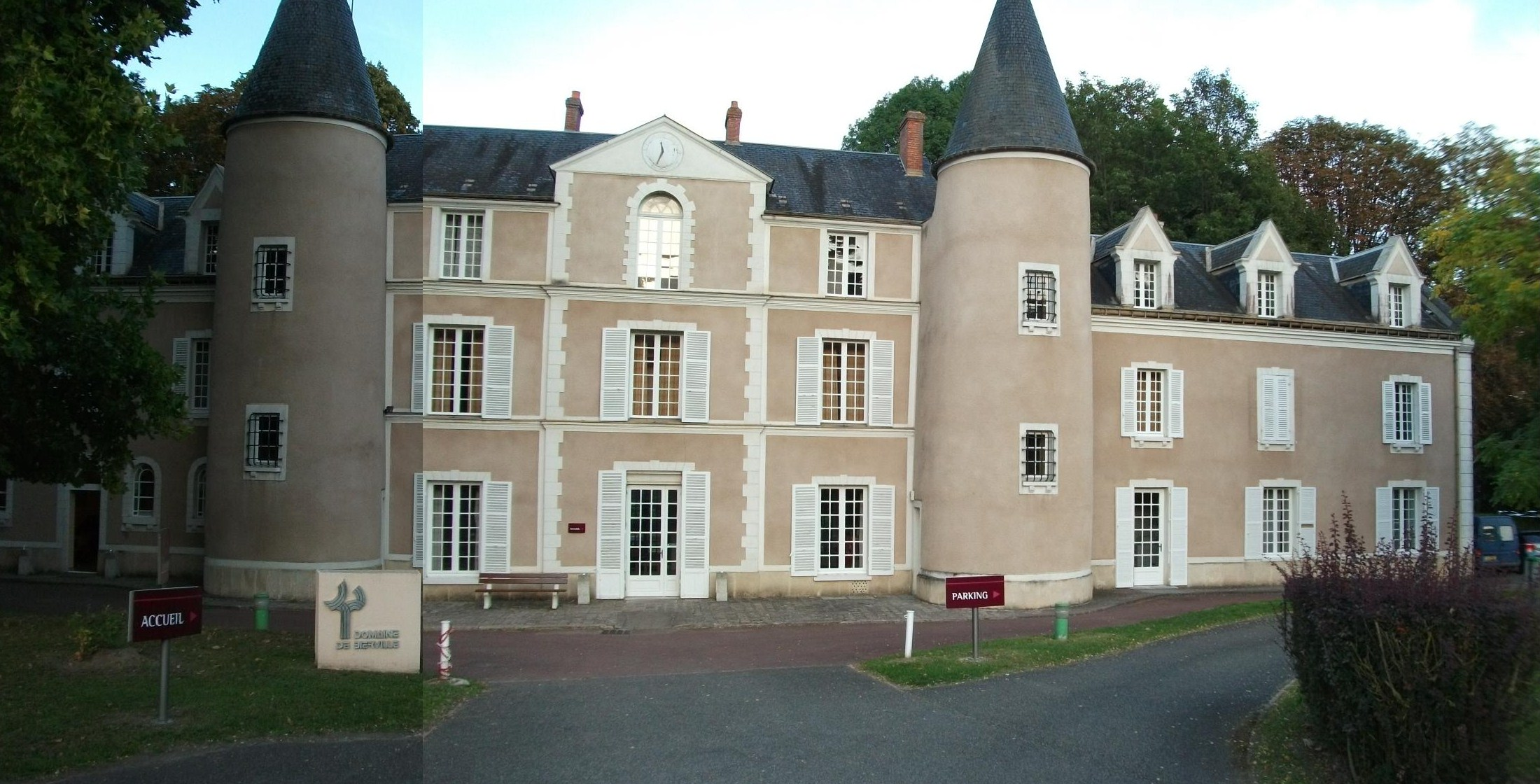
Le château de Bierville.
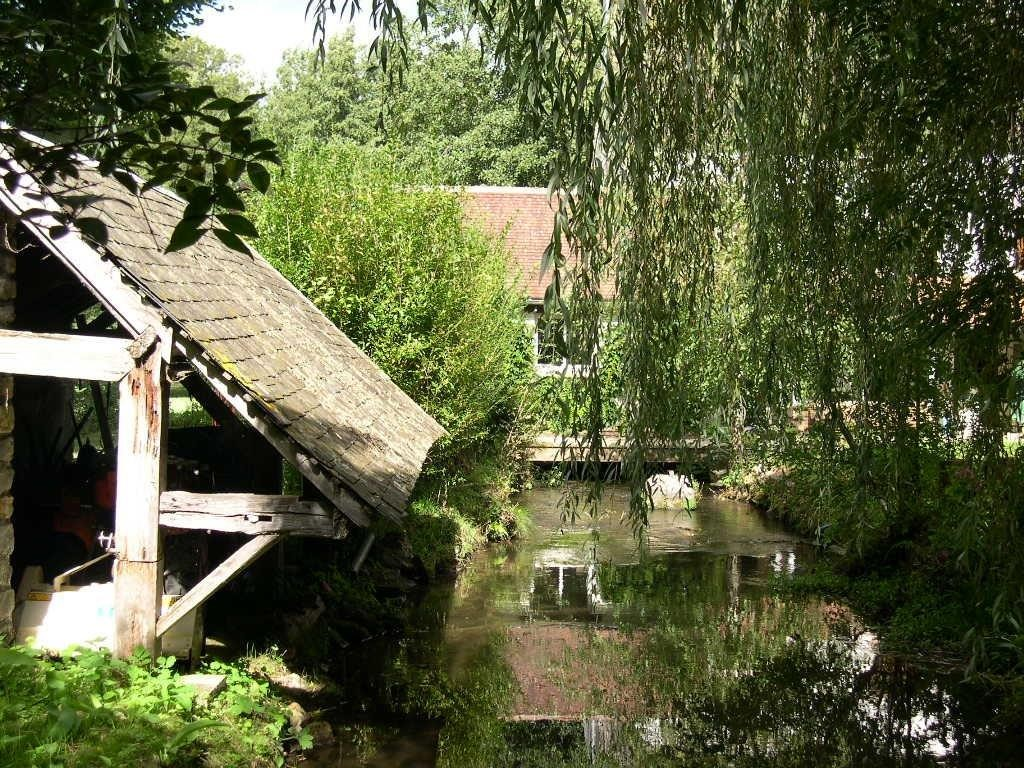
Le lavoir.

### Personnalités liées à la commune
- Marc Sangnier (1873-1950), journaliste et homme politique (élu maire de la commune en 1925) y vécut et y fonda la première auberge de jeunesse française, l'auberge de l'Épi d'or, située place de la Paix[65]. Cette fondation donna lieu en 1960 à l'émission d'un timbre-poste dessiné par Robert Cami[66]. Label patrimoine d'intérêt régional

### Héraldique
| Blason de Boissy-la-Rivière | Blason  | De sinople à trois fusées d'or posées en fasce. |
| Blason de Boissy-la-Rivière | Détails |                                                 |

### Iconographie
Outre les photos disponibles dans la galerie Commons, un site internet spécialisé regroupe de nombreuses photos de Boissy-la-Rivière.